# Bilal Velija
Bilal Velija (in macedone Билал Велија?; Negotino Polosko, 22 ottobre 1982) è un ex calciatore macedone, di ruolo difensore.

## Carriera
Velija cominciò la carriera con le maglie di Sileks e Škendija, prima di passare ai finlandesi del PoPa. Giocò poi per gli azeri dell'Olimpik Baku e per gli albanesi del Besa Kavajë. Nel 2009, fu messo sotto contratto dai norvegesi del Løv-Ham. Esordì in Adeccoligaen in data 5 aprile, nella sconfitta per 2-1 sul campo del Moss. Il 16 maggio, arrivò la sua prima rete: fu autore di un gol nel 4-1 inflitto al Sarpsborg 08. Tornò poi al Besa Kavajë, prima di trasferirsi al Renova a titolo definitivo.